# Show runner
Un show runner (également écrit showrunner), directeur de série ou auteur-producteur est, dans l'univers de la télévision, la personne responsable du suivi quotidien d’une émission ou une série télévisée.
Le terme apparaît dans le magazine Variety en 1992.

## Description
Les objectifs du show runner sont, entre autres, de respecter une cohérence entre les aspects généraux du programme dont il est responsable. Le terme est utilisé notamment aux États-Unis, au Canada et désormais en France,. Contrairement au cinéma, où les réalisateurs sont responsables en tout point de la production du film, le travail du show runner devance celui du réalisateur. En général le show runner est l'un des scénaristes, réalisateurs ou créateurs du programme. Ils sont souvent crédités simplement en tant que producteurs délégués ou exécutifs.
Les showrunners ont fait l’objet de plusieurs ouvrages, dont l'analyse Des hommes tourmentés, le nouvel âge d’or des séries. Pour l'auteur Brett Martin, c'est notamment l'apparition des figures des « showrunners » qui a contribué à l'essor des fictions sur le petit écran. Il nous décrit leur psychologie complexe, qui se transpose à travers les séries qu’ils créent puis qu’ils gèrent. Les showrunners auraient, selon l'auteur, développé une stratégie du « cheval de Troie », en proposant des séries qui répondent aux exigences formelles et commerciales des chaînes et du public, tout en proposant un fond beaucoup plus complexe.

## Exemples célèbres
Les exemples célèbres sont : 
- J. J. Abrams, show runner de Alias, Lost : Les Disparus, Fringe ou encore Person of Interest ;
- Alan Ball, show runner de Six Feet Under, True Blood et Here and Now ;
- David Benioff et D.B. Weiss, show runners de Game Of Thrones ;
- Greg Berlanti, show runner de No Ordinary Family, Arrow, The Flash, Supergirl et Legends of Tomorrow ;
- Charlie Brooker, show runner de Black Mirror ;
- Chris Carter, show runner de X-Files : Aux frontières du réel ;
- David Chase, show runner de Soprano ;
- Frank Dabaront, show runner de The Walking Dead (saison 1) ;
- Matt et Ross Duffer, show runner de Stranger Things ;
- Jon Favreau, show runner de The Mandalorian, Le Livre de Boba Fett ;
- Dave Filoni, show runner de Star Wars: The Clone Wars, Star Wars Rebels ;
- David Fincher, show runner de House of Cards ;
- Bryan Fuller, show runner de Hannibal, Dead Like Me et Pushing Daisies ;
- Vince Gilligan, show runner de Breaking Bad et Better Call Saul ;
- Scott M. Gimple, show runner de The Walking Dead (saison 4 à 8) ;
- Drew Goddard, show runner de Daredevil ;
- James Gunn, show runner de Peacemaker ;
- Noah Hawley, show runner de Bones et Fargo ;
- Bruno Heller, show runner de Rome, The Mentalist et Gotham ;
- Michael Hirst, show runner de The Tudors et Vikings ;
- Mindy Kaling, show runner de The Office (US), The Mindy Projet et The Morning Show ;
- Angela Kang, show runner de The Walking Dead (saison 9 à 11) ;
- Steven Knight, show runner de Peaky Blinders ;
- Glen A. Larson, show runner de Quincy, Galactica, L'Homme qui tombe à pic et K 2000 ;
- Bill Lawrence, show runner de Scrubs, Spin City, Cougar Town, Ted Lasso et Shrinking ;
- Damon Lindelof, show runner de The Leftovers et Watchmen
- Chuck Lorre, show runner de The Big Bang Theory ;
- David Lynch, show runner de Twin Peaks ;
- Michael Mann, show runner de Deux Flics à Miami ;
- Glen Mazzara, show runner de The Walking Dead (saison 2 à 3) ;
- Carol Mendelsohn, show runner des Experts ;
- Steven Moffat, show runner de la série anglaise Doctor Who et Sherlock ;
- Ryan Murphy, show runner de Popular, Nip/Tuck, Glee, American Horror Story, et Pose ;
- Jonathan Nolan, show runner de Person of Interest et Westworld ;
- Richard Price, show runner de The Night Of ;
- Sam Raimi, show runner de Hercule et Xena, la guerrière ;
- Shonda Rhimes, show runner de Grey's Anatomy, How to Get Away with Murder et La Chronique des Bridgerton ;
- Taylor Sheridan, show runner de Yellowstone, Sons of Anarchy, 1883, 1923 et Mayor of Kingstown ;
- David Simon, show runner de The Corner, The Wire, The Deuce, Show Me A Hero ;
- Aaron Sorkin, show runner de Studio 60 on the Sunset Strip, Sports Night et À la Maison-Blanche ;
- Joseph Michael Straczynski, show runner de Babylon 5 et Sense8 ;
- Phoebe Waller-Bridge, show runners de Fleabag et Killing Eve ;
- Matthew Weiner, show runner de Mad Men ;
- John Wells, show runner de Urgences, New York 911, À la Maison-Blanche ;
- Joss Whedon, show runner de Buffy contre les vampires ;
- Kevin Williamson, show runner de The Vampire Diaries et Stalker ;
- Terrence Winter, show runner de Soprano, Boardwalk Empire et Vinyl ;
- Dick Wolf, show runner de Los Angeles, police judiciaire, Chicago Police Department et Chicago Med.

En France :
- Alexandre Astier, créateur de la saga Kaamelott
- Fabrice Gobert, créateur, réalisateur, scénariste de la série Les revenants
- Frédéric Krivine, show runner du Village français[10]
- Éric Rochant, show runner du Bureau des légendes[11]
- Olivier Szulzynger, scénariste en chef de Plus belle la vie
- Fanny Herrero, scénariste de la série Dix pour cent

### Documentaire
- (en) Showrunners, les coulisses des séries TV américaines (Showrunners : The Art of running a TV show), réalisé par Des Doyle, 2014 (sortie en France en DVD en 2015)